# Los caballeros del botón de ancla
Los caballeros del botón de ancla es una película española del año 1974 dirigida por el cineasta Ramón Torrado, basada en la novela Botón de ancla del escritor José Luis de Azcárraga.
Es un remake de otra película del propio Ramón Torrado de 1948 titulada Botón de ancla, y que en 1960 ya había conocido una adaptación de la misma novela interpretada por El Dúo Dinámico.

## Argumento
Carlos, Enrique y José Luis, alumnos del último curso de la Escuela Naval Militar, forman una trinca a la que llaman «botón de ancla». Estos tres grandes amigos verán peligrar su amistad cuando el amor aparece en sus vidas. Los celos y las situaciones incontroladas pondrán a prueba su lealtad. Sólo la muerte de uno ellos les hará reflexionar sobre sus diferencias.

## Reparto
- Ángel Álvarez
- Rafaela Aparicio
- Florinda Chico: Madre de Dorita
- César García
- Rafael Hernández: Trinquete
- Víctor Iregua
- Peter Lee Lawrence: Carlos Corbián
- Ramón Lillo
- Maribel Martín: Isabel Dopico
- Alfredo Mayo: Morales
- Marisa Medina: Dorita Beltrán
- Marisa Naya
- Ramón Pons
- Gogó Rojo
- Pepe Ruiz
- Fernando Sancho: Andrés Dopico
- Blanca Sendino
- José Suárez
- Adolfo Torrado
- Adoración Vázquez: Marie

## Curiosidades
- La película está grabada íntegramente en la Escuela Naval de Marín, en Pontevedra (Galicia).